# Championnats du monde de cyclisme sur piste 1972
Navigation
Varèse 1971 Saint-Sébastien 1973
Les championnats du monde de cyclisme sur piste 1972 se déroulent au Stade Vélodrome de Marseille, en France. En raison des Jeux olympiques de Munich, seules six épreuves sont au programme : quatre pour les hommes et deux pour les femmes.
C'est la dixième fois que la France organise les championnats du monde de cyclisme sur piste. Ces championnats du monde sont dominés par les pistards belges et soviétiques, vainqueurs de 2 titres chacun.

## Résultats

### Hommes

#### Podiums professionnels
| Compétition            | Or                          | Argent                    | Bronze                             |
| ---------------------- | --------------------------- | ------------------------- | ---------------------------------- |
| Vitesse individuelle   | Robert Van Lancker Belgique | Gordon Johnson Australie  | Giordano Turrini Italie            |
| Poursuite individuelle | Hugh Porter Royaume-Uni     | Ferdinand Bracke Belgique | Dirk Baert Belgique                |
| Demi-fond              | Theo Verschueren Belgique   | Cees Stam Pays-Bas        | Dieter Kemper Allemagne de l'Ouest |

#### Podiums amateurs
| Compétition | Or                              | Argent                           | Bronze                 |
| ----------- | ------------------------------- | -------------------------------- | ---------------------- |
| Demi-fond   | Horst Gnas Allemagne de l'Ouest | Jean Breuer Allemagne de l'Ouest | Gaby Minneboo Pays-Bas |

### Femmes
| Compétition            | Or                                 | Argent                   | Bronze                             |
| ---------------------- | ---------------------------------- | ------------------------ | ---------------------------------- |
| Vitesse individuelle   | Galina Ermolaeva Union soviétique  | Minie Brinkhoff Pays-Bas | Sheila Young États-Unis            |
| Poursuite individuelle | Tamara Garkuchina Union soviétique | Keetie Hage Pays-Bas     | Lubov Zadoroznaya Union soviétique |

## Tableau des médailles
| Rang | Nation               | Or | Argent | Bronze | Total |
| ---- | -------------------- | -- | ------ | ------ | ----- |
| 1    | Belgique             | 2  | 1      | 1      | 4     |
| 2    | Union soviétique     | 2  | 0      | 1      | 3     |
| 3    | Allemagne de l'Ouest | 1  | 1      | 1      | 3     |
| 4    | Royaume-Uni          | 1  | 0      | 0      | 1     |
| 5    | Pays-Bas             | 0  | 3      | 1      | 4     |
| 6    | Australie            | 0  | 1      | 0      | 1     |
| 7    | États-Unis           | 0  | 0      | 1      | 1     |
| 7    | Italie               | 0  | 0      | 1      | 1     |
|      | TOTAL                | 6  | 6      | 6      | 18    |